# Balleroy-sur-Drôme
Balleroy-sur-Drôme ist eine französische Gemeinde mit 1.317 Einwohnern (Stand: 1. Januar 2022) im Département Calvados in der Region Normandie. Sie gehört zum Arrondissement Bayeux und zum Kanton Trévières.
Die Gemeinde entstand mit Wirkung zum 1. Januar 2016 als Commune nouvelle durch die Zusammenlegung der früheren Gemeinden Balleroy und Vaubadon, die in der neuen Gemeinde den Status einer Commune déléguée haben. Der Verwaltungssitz befindet sich im Ort Balleroy.

## Gliederung
| Ortsteil                     | ehemaliger INSEE-Code | Fläche (km²) | Einwohnerzahl (2016) |
| ---------------------------- | --------------------- | ------------ | -------------------- |
| Balleroy (Verwaltungssitz)00 | 14035                 | 04,23        | 954                  |
| Vaubadon                     | 14727                 | 07,54        | 445                  |

## Sehenswürdigkeiten
- Balleroy:
  - Schloss Balleroy, Monument historique[3]
  - Kirche Saint-Martin, Monument historique[4]
- Vaubadon:
  - Kirche Sainte-Anne, Monument historique[5]
  - Schloss Vaubadon, Monument historique[6]
  - Brücke über die Drôme, Monument historique[7]

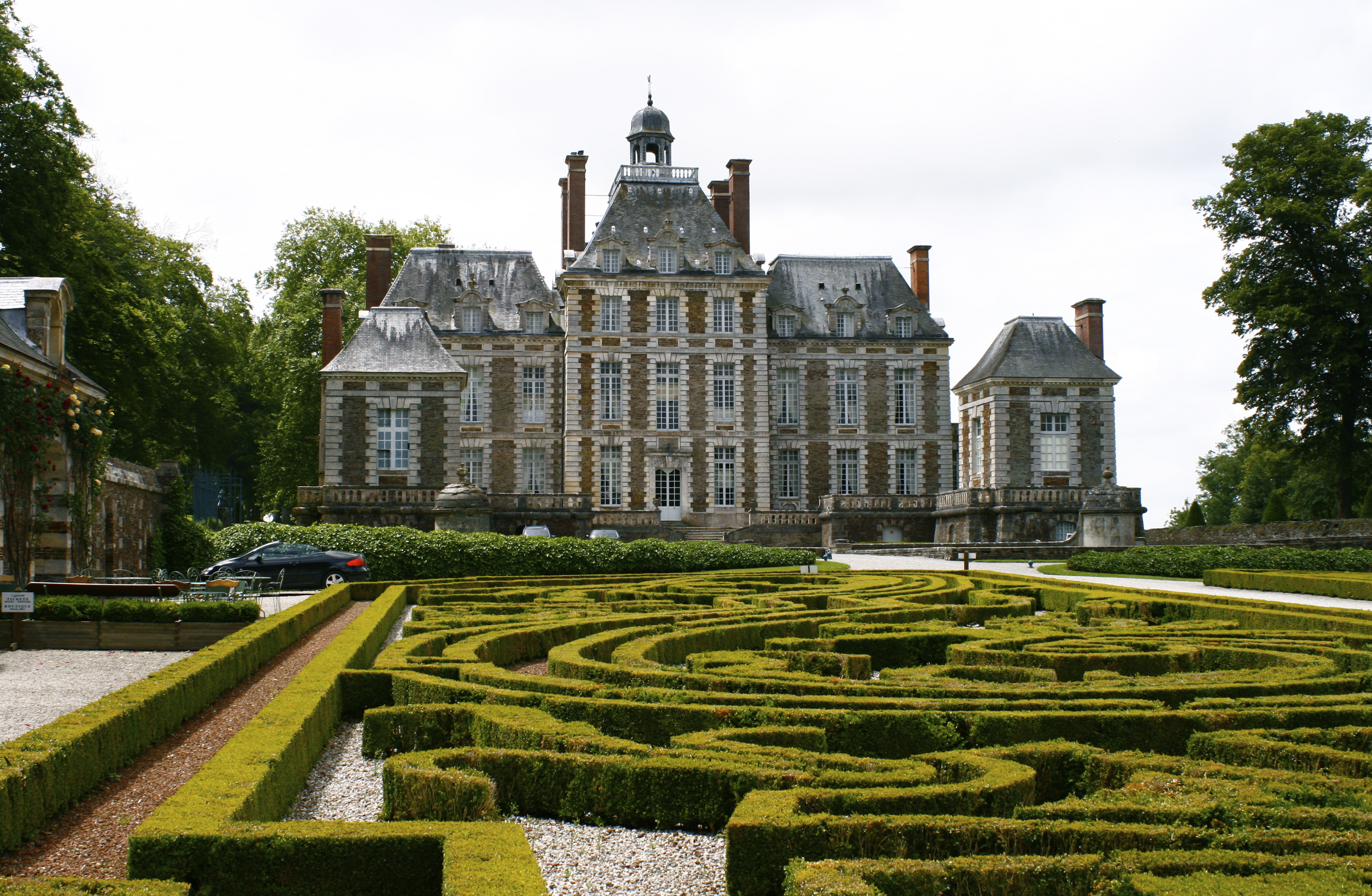
Schloss Balleroy, Frontansicht
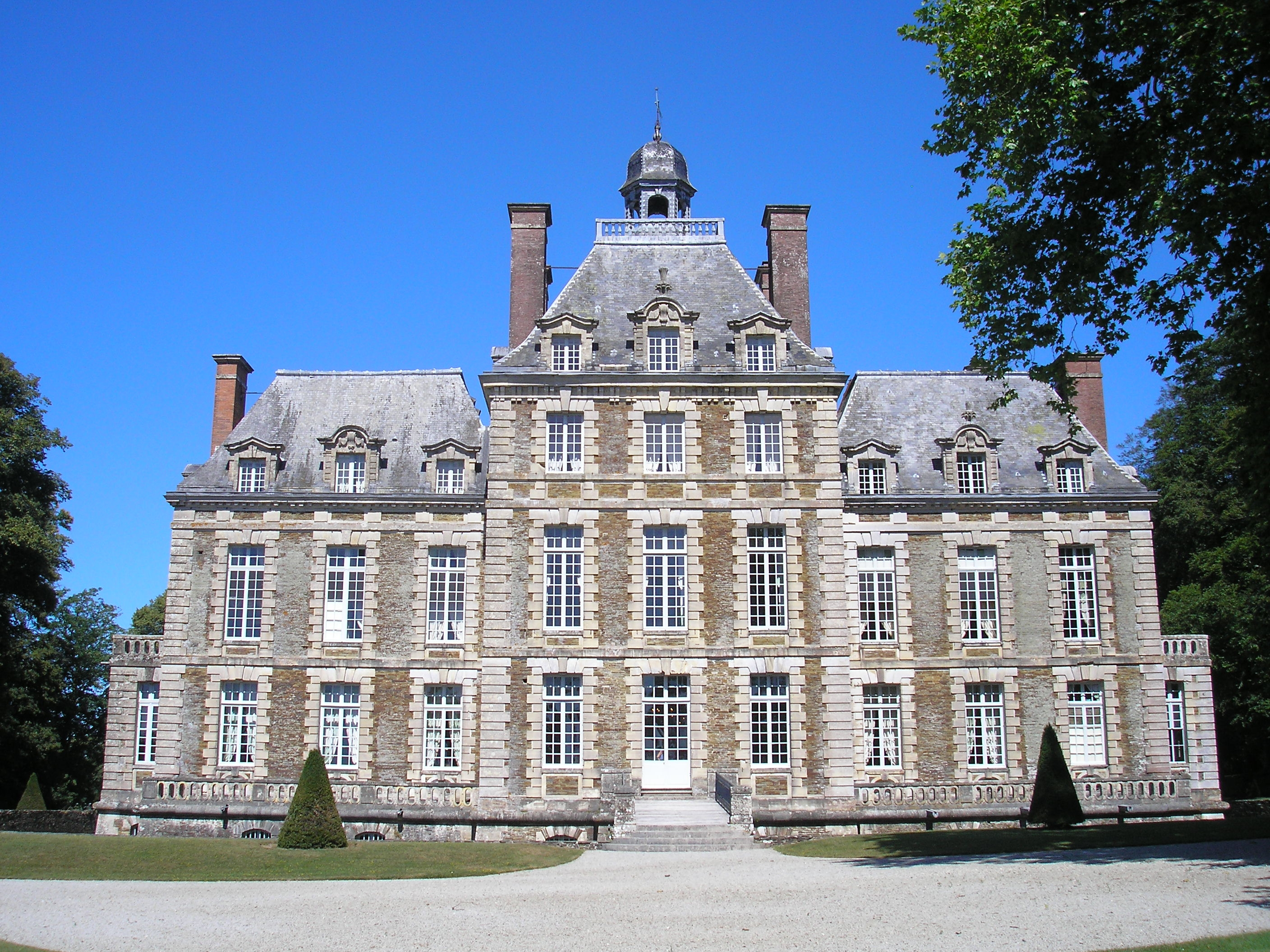
Schloss Balleroy, Rückseite
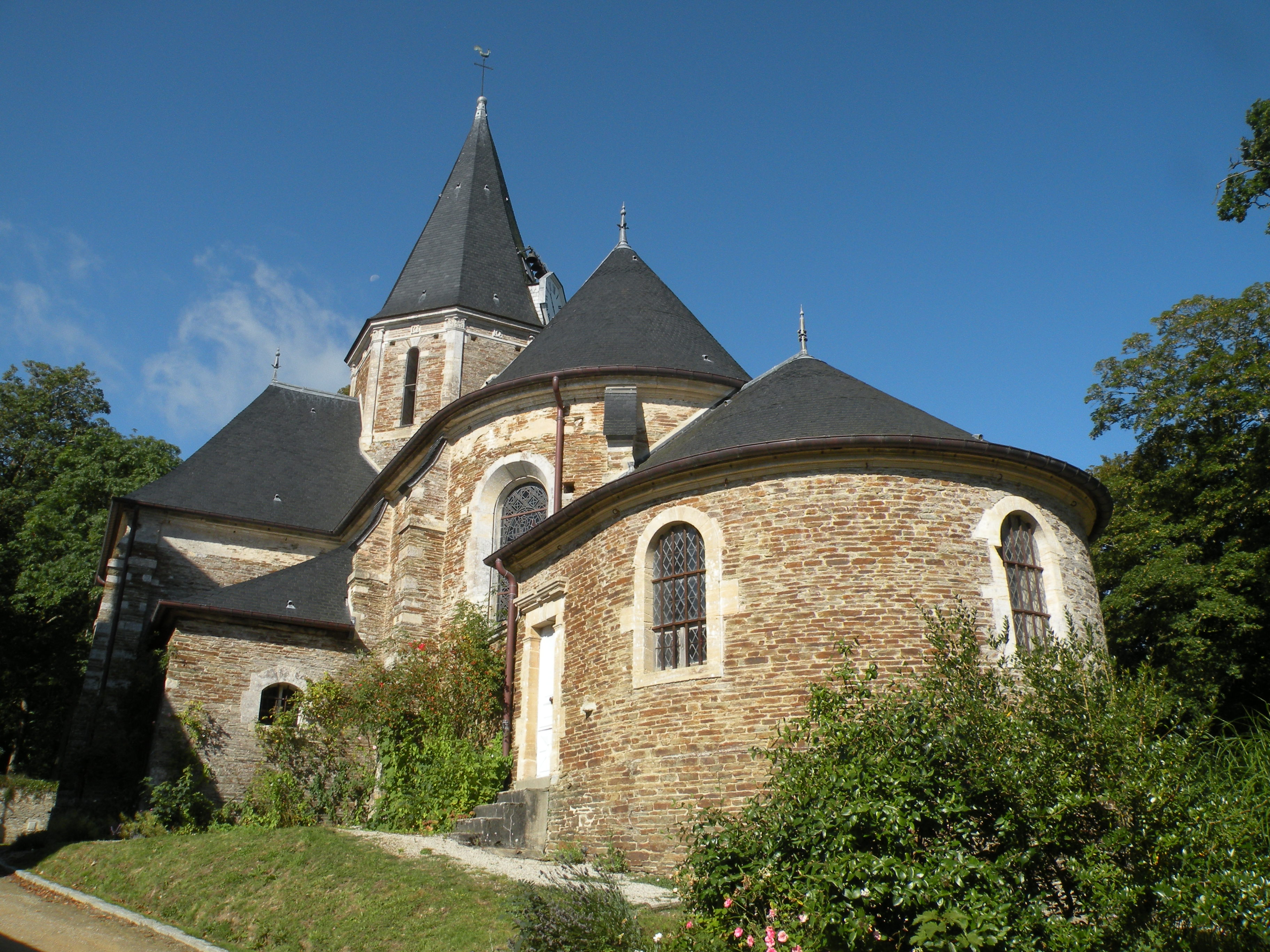
Kirche Saint-Martin
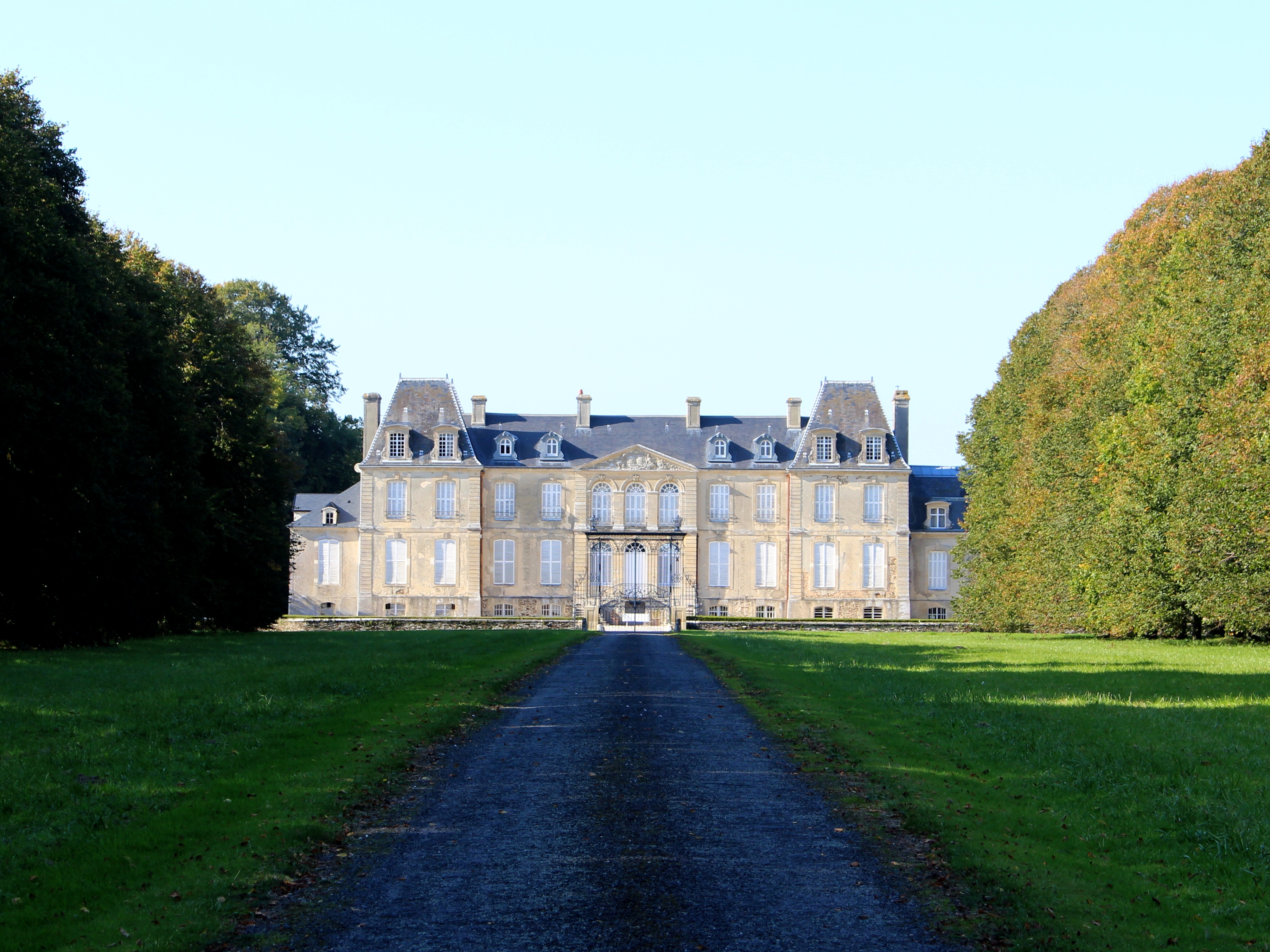
Schloss Vaubadon